# こはる日和。
『こはる日和。』（こはるびより）は、ねこうめによる日本の4コマ漫画作品。芳文社発行の『まんがタイムきらら』にて、2014年11月号から2019年9月号にかけて連載された。

## 登場人物
担当声優は、ゲーム『きららファンタジア』でのキャスト。
小野坂こはる
声 - 日岡なつみ
主人公。
橘ニナ
声 - 立花理香

北沢みさき
声 - 土屋李央

牧之瀬ひまり
声 - 岡咲美保

小野坂さおり
声 - 長谷川育美

## 書誌情報
- ねこうめ 『こはる日和。』 芳文社〈まんがタイムKRコミックス〉、全4巻[5]
  1. 2015年11月27日発売、ISBN 978-4-8322-4637-9
  2. 2016年11月26日発売、ISBN 978-4-8322-4772-7
  3. 2018年2月27日発売、ISBN 978-4-8322-4922-6
  4. 2019年10月25日発売、ISBN 978-4-8322-7131-9

## ゲーム
きららファンタジア
ドリコムによるスマートフォン向けのアプリゲーム。まんがタイムきらら関係のキャラクターが多数登場するクロスオーバー作品で、2020年11月11日から本作のキャラクターが参戦している。それに合わせ、声優が新規にキャスティングされている。